# Кирил Панченко
Кирил Панченко е руски футболист, нападател, играещ за Динамо (Москва). Той е син на известния футболист Виктор Панченко.

## Кариера
Започва професионалната си кариера през 2008 г. в състава на Динамо (Ставропол). За тях записва 32 мача, в които отбелязва 2 попадения. През 2009 преминава във ФК Нижни Новгород, но след само 6 записани срещи се завръща в Динамо, които вече се казват Ставрополе-2009. След отбелязани 8 гола в 14 мача, Панченко прекарва пробен период в арменския Пюник.
През февруари 2010 г. подписва за 2 години с Мордовия (Саранск). Панченко става един от най-важните футболисти в състава на мордовците и спомага за възхода им и спечелването на ФНЛ през сезон 2011/12. В 50 мача през сезона той се разписва 15 пъти. На 20 юли 2012 отбелязва гол още в първия си мач в Премиер-лигата срещу Локомотив. Изиграва и 2 мача за дублиращия национален отбор на Русия, като успява да се разпише и в двата.
След като Мордовия изпада от РФПЛ, Панченко преминава като свободен агент в Том Томск. На фона на слабия сезон на отбора, Кирил отбелязва 7 гола в 27 мача и привлича интереса на ЦСКА (Москва) – клубът, на който е юноша. На 11 юли 2014 г. нападателят подписва договор за 5 години и получава номер 11 на фланелката. След напускането на Стивън Цубер сменя игровия си номер.
На 17 септември 2014 г. дебютира в Шампионската лига в двубой с Рома. Панченко не успява да се наложи в състава на „армейците“ и за два сезона вкарва само 3 попадения. През лятото на 2016 г. е даден под наем в Динамо Москва.